# John Astley Cooper
John Astley Cooper (* 1858 in Adelaide; † 1930 in England) war ein Geistlicher der Anglikanischen Kirche und Erfinder der heutigen Commonwealth Games.
1891 forderte Astley Cooper in der imperialen Zeitung Greater Britain (London) regelmäßig wiederkehrende sportliche Wettkämpfe für das gesamte Britische Empire durchzuführen, eingebettet in Empire-Ausstellungen. Auch sollten hiermit Stipendien für besonders begabte Personen aus dem Empire verbunden sein (hieraus wurde später das Rhodes-Stipendium). Aus der öffentlichen Diskussion in den führenden englischen Zeitungen entstand die Vorstellung, alle vier Jahre Pan-Britannische Olympische Spiele durchzuführen. Den Begriff der Olympischen Spiele in diesem Zusammenhang hatte der Historiker James Anthony Froude in die Diskussion gebracht, der hiermit an die klassische Bildungstradition anknüpfen und vor allem die Studenten ansprechen wollte.
Da Pierre de Coubertin, als Verantwortlicher des französischen Universitätssports, fürchten musste, mit seinen französischen Sportlern von diesem Ereignis ausgeschlossen zu sein, setzte er die weltweiten Olympischen Spiele dagegen. Da Astley Cooper nicht aus der Sportbewegung kam, war ihm die Begrenzung der Teilnahme auf Amateure nicht wichtig. Coubertin verband aber seine Spiele mit den Amateursportverbänden. Durch die Verbreitung der Astley-Cooper-Komitees hatten die Olympischen Spiele von Beginn an Teilnehmer aus Australien. Die Olympischen Spiele 1908 in London lehnte Astley Cooper jedoch ab, da er zwar bereit war, US-Amerikaner (als Bürger ehemaliger britischer Kolonien) bei seinen Spielen zu akzeptieren, nicht aber Sportler aus der ganzen Welt.
Sechs Monate nach dem Tod Astley Coopers fanden 1930 in Hamilton die ersten British Empire Games statt, die sich auf seine Vorarbeiten beriefen.